# Potov Vrh
Potov Vrh je naselje v Občini Novo mesto.